# Fijiana Drua
Fijiana Drua es un equipo profesional de rugby femenino ubicado en la ciudad de Lautoka, en Fiyi, y desde la temporada 2022 participa del Super Rugby Women's, el principal torneo de Australia.
El nombre Drua hace referencia a una embarcación de combate de los isleños del pacífico.
También existe una rama masculina del club, llamada Fijian Drua que participa en la competencia profesional Súper Rugby.

## Historia
Fue fundada en 2022 con la finalidad de participar en la principal competencia de rugby en Australia y de paso servir como base para el seleccionado de Fiyi.
En el año 2022, obtuvo su primer campeonato al derrotar 32 a 26 al equipo de Waratahs.

## Palmarés
- Super Rugby Women's (2): 2022, 2023.